# Deltora Quest
Deltora Quest je řada dětských fantasy knih australské spisovatelky Emily Rodda. Příběhy byly zpracovány také jako anime seriál, uvedený poprvé v Japonsku v 6. ledna 2007.

## Příběh
Děj se odehrává v zemi jménem Deltora. Její obyvatelstvo bylo kdysi rozděleno do sedmi rodů a každý rod vlastnil jeden obrovský drahokam s kouzelnou mocí. Na rody ale zaútočil zlý Pán stínů a vypadalo to, že nad nimi zvítězí. V Deltoře se však našel hrdina - kovář Adin z rodu lidí z Del. Jednoho dne měl sen, ve kterém viděl ocelový pás tvořený medailony, ve kterých byly zasazeny talismany rodů. Adin takový pás vyrobil a přesvědčil rody, aby mu do něj daly své drahokamy. Když byl Kouzelný pás Deltory kompletní, Adin si jej nasadil. Pás se rozzářil a vyhnal magii Pána stínu z Deltory, takže jeho vojska byla poražena. Deltorské rody pak vytvořili sjednocené království, jehož králem se stal Adin, a po něm jeho potomci. Když má Adinův následník na sobě Pás, Pán stínů nemůže proniknout do Deltory.
Pán stínů se ale nevzdal. Poslal do Deltory špehy, kteří se stali vrchními rádci králů. Postupně zavedli v královském paláci soubor pravidel, díky kterému přestali králové nosit Pás a navíc začali vrchní rádci fakticky vládnout za ně. Deltora zchudla a nastal hlad, ale králové nezasáhli, protože byli oklamáni kouzly. Tím ztratili důvěru národa a Pás kvůli tomu přišel o kouzelnou moc. Služebníci Pána stínů vytrhali z Pásu drahokamy a ukryli je na místech, kde je už nikdy nikdo nikdo neměl najít (drahokamy jsou totiž nezničitelné a není možné vynést je z Deltory). Pán stínů si podmanil Deltoru, tehdejší král Endon se svou těhotnou manželkou mu ale díky Endonově příteli Jarredovi unikli. Adinův následník stále žije...
Hlavním hrdinou knižní série je Lief, syn Jarreda. V den svých šestnáctých narozenin se na pokyn svých rodičů vydává hledat drahokamy z Kouzelného pásu Deltory. Společně se svým přítelem Bardou, který je bývalý strážný z královského paláce, se vydají na výpravu do Lesů hrůzovlády. Zde na ně čekají různé nástrahy Pána stínů, které je mají zastrašit v pátrání po drahokamech. Zde nachází dalšího společníka Jasmínu, která jim chce pomoct, protože její rodiče odvedl Pán stínu. První drahokam, Topas, je ukryt u Lilie života, kterou střeží ocelový strážce. Ten je s pomocí společníků poražen. Barda se při souboji smrtelně poraní ale díky znalostem Jasmíny se s pomocí Lilie života podaří Bardu zachránit. Společníci získali první drahokam, Topas. Dále jejich cesta vede do Jezera prokletí, kde se nachází Rubín. Když projdou přes nástrahy Pána stínů, musí se o drahokam utkat s dvěma ještěry, kteří stráží druhý drahokam. Lief využil moc topasu a pomocí něho mu vydali drahokam bez boje. Společníci našli jdou společně s dvěma drahokamy do Města krys, kde se nachází třetí drahokam Opál. Zde byli společníci uvězněni služebníky Pána stínů. Mysleli so že, jejich naděje na záchranu Deltory byla ztracena. Jenže jedna ze služebnic jim pomohla uniknout a jejich cesta pokračovala. Dostali se do města, kde se Lief, Barda a Jasmína utkali s obřím hadem, který hlídal třetí drahokam. Společnými silami ho porazili a získali Opál do své sbírky. Dále jejich cesta směřuje do Pouště zkázy. Zde mají společníci výhodu, protože Šedí strážci, kteří pronásledují Liefa, Bardu a Jasmínu, se sem bojí. Nikdo z nich nevěděl, proč ale po chvíli to zjistili. V této poušti žije otravný hmyz, který má hlad, protože sem nikdo nechodí. Kamarády napadlo, že hmyz nemá rád kouř. Toto zafungovalo a měli tak volnou cestu k drahokamu. Jenže když zjistili, co ten drahokam hlídá domluvili se, že s tím nebudou bojovat, ale že ho Lief pokusí ukrást. To se mu povedlo a tím získali čtvrtý drahokam, Lazurit. Když se vydali na cestu za pátým drahokamem potkali zde stvoření, kterým se říká milové. Ti jim řekli, že drahokam je ukryt v hoře, odkud je Pán stínů vyhnal. Horu hlídají goblini, kteří střílí šípy s jedem. Když se se štěstím dostali do hory, zjistili že drahokam hlídá obří žába, který je celá pokryta jedem, protože ho vyrábí. Po domluvené taktice žábu zabili, sebrali drahokam a rychle utíkali z hory pryč. Lief, Barda a Jasmína společnými silami našli už pět drahokamů, Topas, Rubín, Opál, Lazurit a teď Elbait. Po cestě k šestému drahokamu kamarádům zachránila skupina Odpůrci Pána stínů. Skupina se vyptávala, co tady pohledávají. Lief jim řekl, že hledají ztracené drahokamy, které Pán stínu ukradl, aby mohli osvobodit Deltoru. Společenstvo jim dalo indicii, že by se mohl drahokam nacházet v Labyrintu, kde sídlí nějaká příšera a oni se tam bojí podívat. Liefa, Bardu a Jasmínu tyto slova nezastrašily a s pomocí Odpůrců Pána stínů se dostali k Labyrintu bestie. Byl to obří útes na okraji moře s jedním vchodem. Lief, Barda a Jasmína se společně vydali do jeskyně. Když dovnitř vlezli jejich pocity nebyly nejlepší, protože to tu divně smrdělo a všechno bylo slizké. Nebojácní kamarádi se, ale nezalekli a pokračovali dál v hledání. Když vlezli do největší místnosti uviděli fialový drahokam, Ametyst. Poté co drahokam zbystřili, všimli si také bestie, která na ně koukala. Věděli, že meči příšeru nemohou zabít. Bardu s Liefem měli plán: nejdříve se Lief pokusí potichu vzít drahokam, protože příšera nemá moc dobrý zrak, jakmile Lief bude mít Ametyst u sebe Barda naláká bestii na sebe, aby udělala díru do skály, aby měli kudy uniknout. Tento geniální plán jim vyšel. Odpůrci Pána stínů jim pomohli odplout zpátky na pevninu. Když se jich velitel oddílu zeptal, jestli uspěli, Lief řekl že ne, protože v této době se nedá nikomu věřit. Barda se domluvil, že zde pár dní zůstanou, aby načerpaly síly na cestu za posledním drahokamem. Lief se jich ptal co všechno vědí o Pánovi stínů. Sdělili mu, že se nachází na druhé straně hor, že ví o nějakých lidech, kteří hledají drahokamy a že na ně chystá nějaké nové nástrahy. Ty nástrahy mají být stvoření, kterým se říká Elkové. Tito elkové jsou zvláštní v tom, že se umí přeměnit. Jsou rozděleni na tři stupně. První stupeň Elků se umí přeměnit pouze na nějaké předměty jako je například nůž nebo meč. Druhý stupeň se dokáže přeměnit na živé stvoření kromě člověka a třetí stupeň se umí proměnit v člověka. Dají se poznat podle toho, že Elkové prvního a druhého stupně mají po nějakém čase tak zvaný třeš a na nějaké části těla si jim objeví znak Pána stínů. Jenže Elkové třetího stupně jsou tak dokonalý, že třes nemají. Když už se Barda, Lief a Jasmína cítili připraveni na cestu, společně vyrazili do Údolí ztracených pro poslední drahokam, kterým je Diamant. Na jejich výpravu se s nimi přidal jeden z členů Odpůrců. Po cestě do Údoly narazili na pár Elků prvního a druhého stupně a taky na malé stavení, kde našli papír, na kterém bylo napsáno, že zde bydlel bývalý král Endon se svou ženou a s dítětem. Také zde našli ostatky tří těl. Nastali zde pochybnosti o záchraně Deltory, protože Deltoru může osvobodit jenom následník trůnu. I přes tohle nemilé zjištění se vydali do Údolí ztracených. Když dorazili na místo byl tu velký strom s dveřmi. Dovnitř se vydal jenom Lief, aby zbytečně neohrozil životy ostatních. Když vešel dovnitř zmocnil se ho strážce drahokamu a ten mu řekl, že mu drahokam vydá jenom v případě, když mu správně odpoví na jeho hádanky. Liefovi to nějakou dobu trvalo ale nakonec na všechny hádanky odpověděl správně a Diamant dostal. Pás byl znovu kompletní. Teď už stačilo věřit v to, že se najde Edonův dědic. Když byli na cestě zpátky do Del jednoho rána zjistili, že společník z Odpůrců už s nimi nebyl a také si sebou vzal pás se všemi drahokamy. Sledovali jeho stopy až do Del, kde zjistili, že Pán stínu se usídlil v království Del a že ten odpůrce co je podvedl je Elk třetího stupně. Lief se rozhodl, že pás ukradne i když ho to bude stát život. Tento šílený plán mu vyšel a když si ho oblékl kolem pasu celý se rozzářil. To znamená, že Lief je opravdový dědic trůnu, že jeho otec jared není prostý kovář ale Endon král Deltory. Tím zahnal zpátky Pána stínů a osvobodil celou Deltoru.  
Existují tři knižní série Deltory - v druhé sérii si přátelé vezmou za úkol osvobodit Deltorany zotročené v Zemi stínů. Ve třetí sérii se dozví, že Pán stínů nechal rozmístit po Deltoře čtyři Sestry - zlé drahokamy pojmenované podle deltorské pověsti, které tráví zemi a způsobují hladomor. Vydají se je tedy zničit. Na to aby je zničili potřebují najít sedm deltorských draků.

## Deltorské rody a jejich drahokamy
Prvním deltorským rodem jsou lidé z Del. Jejich talismanem je zlatý topas, který je symbolem víry. Pročisťuje a vyjasňuje mysl a má moc spojit živé se světem duchů. Také ochraňuje nositele před hrůzami noci. Jeho moc se zvětšuje a zmenšuje během měsíčního cyklu (největší je za úplňku).
Druhým rodem jsou Raladové. Mají bujné zrzavé vlasy, černá očka jako korálky a černomodrou vrásčitou kůži. Jsou velmi drobní a útlí. Umějí hrát krásně na flétny a jejich stavby jsou v Deltoře nejlepší (postavili také královský palác v Del). Jejich talisman je veliký rubín. Ten symbolizuje štěstí, je protilátkou hadího jedu, zahání zlé duchy a bledne, je-li v blízkosti zlo nebo hrozí-li nějaké nebezpečí.
Další rod jsou lidé z Plání. Někteří z nich mají velmi prapodivné zvláštní schopnosti. Jejich talismanem je opál, hrající všemi barvami duhy. Je symbolem naděje. Dává nahlédnout do budoucnosti a posiluje slabý zrak. Má zvláštní vztah s lazuritem
Mezi rody patří také Merové. Jejich talismanem je lazurit. Má tmavomodrou barvu a je posázen bílými skvrnami ( vypadající jako hvězdy), takže vypadá jako noční obloha. Přináší nositeli štěstí.
Další rod jsou Gnómové z Hory děsu. Jsou drobní a mají snědou pleť. Žijí v podzemních jeskyních a shromažďují poklady. Rádi vyprávějí příběhy. Jejich talisman je zelený elbait, který je symbolem cti, ztmavne v blízkosti zla a když je porušena přísaha. Také léčí rány a vředy a je protilátkou jedu.
Dále mezi rody patří také obyvatelé města Tory, Torané. Vládnou velmi mocnými kouzly. Jejich město je postaveno z bílého mramoru a je očarované - je tam vždy hojnost a nemůže tam žít žádné zlo. Jejich talismanem je mocný ametyst. Symbolizuje pravdu, uklidňuje a konejší. Mění barvu v přítomnosti nemoci a ztrácí barvu v blízkosti otráveného jídla nebo pití.
Posledním rodem jsou Jalisové. Jalisové byli vždy velcí a silní bojovníci. Proto se jen oni jediní pokusili bojovat s Pánem stínů, když napadl Deltoru. Byli poraženi a většina z nich zahynula nebo byla odvlečena do otroctví. Jejich talismanem je diamant, který je symbolem nevinnosti, čistoty a síly, a dodává odvahu a sílu. Také chrání před morem a pomáhá skutečné lásce.

## Kniha
Autorkou knih je Emily Rodda (vlastním jménem Jennifer Rowe), je z Austrálie, narodila se roku 1948, píše anglicky.
Knihy u nás vydává nakladatelství Fragment (Havlíčkův Brod), překládá Olga Machútová.

### Vydání
Během roku 2004 byly vydány 4 díly, v roce 2005 další 4, čímž skončila základní série.
V roce 2006 vychází 3 pokračování - druhá série (po porážce Pána stínů).
V roce 2007 zatím vyšly další 4 (série 3)
Deltora 1: Lesy hrůzovlády ISBN 80-7200-888-9
Deltora 2: Jezero prokletí ISBN 80-7200-889-7
Deltora 3: Město krys ISBN 80-7200-922-2
Deltora 4: Poušť zkázy ISBN 80-7200-921-4
Deltora 5: Hora děsu ISBN 80-253-0018-8
Deltora 6: Labyrint bestie ISBN 80-7200-768-8
Deltora 7: Údolí ztracených ISBN 80-253-0019-6
Deltora 8: Návrat do Del ISBN 80-253-0020-X
Deltora II 1: Jeskyně strachu ISBN 80-253-0291-1
Deltora II 2: Ostrov přeludů ISBN 80-253-0292-X
Deltora II 3: Země stínů ISBN 80-253-0293-8
Deltora III 1: Dračí hnízdo ISBN 978-80-253-0397-9
Deltora III 2: Brána stínů ISBN 978-80-253-0398-6
Deltora III 3: Ostrov smrti
Deltora III 4: Jižní sestra

## Anime
Režisérem je Micuru Hongo. Tento seriál má 65 dílů cca po 20 minutách. Všechny díly jsou spjaty s první sérií knižních příběhů.